# Friedrich Maximilian Hessemer

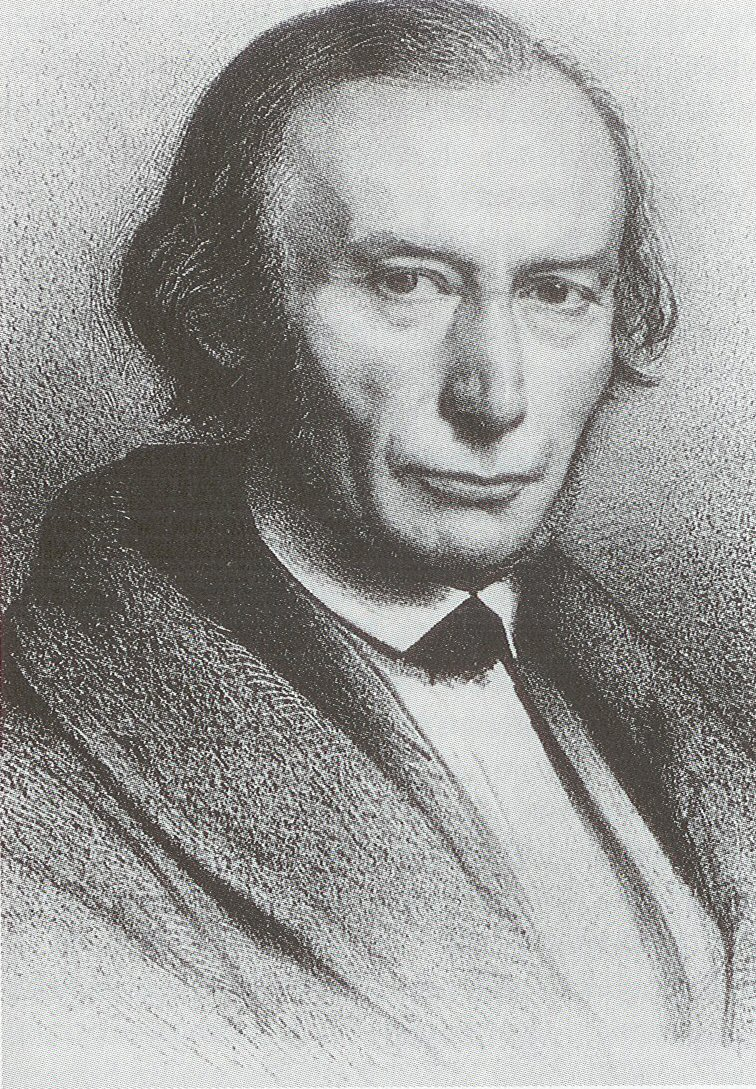
Friedrich Hessemer

Friedrich Maximilian Hessemer (* 24. Februar 1800 in Darmstadt; † 1. Dezember 1860 in Frankfurt am Main) war ein deutscher Architekt und Schriftsteller.

## Leben
Hessemer war Sohn des hessischen Baurats Bernhard Hessemer. Er besuchte mehrere Jahre das Gymnasium in seiner Vaterstadt, erwarb jedoch keinen Schulabschluss, sondern trat vorher auf Wunsch seines Vaters in die großherzoglich hessische Artillerie ein. Auf der Militärschule studierte er insbesondere Mathematik, anschließend zwei Jahre an der Ludwigs-Universität Gießen Naturwissenschaften und Philosophie. 1817 wurde er Mitglied der Christlich-teutschen Burschenschaft / Ehrenspiegelburschenschaft und nahm am Wartburgfest teil. Seine Cousins Adolf Ludwig Follen, Karl Follen und Paul Follen gehörten zu den führenden Köpfen dieser Studentenbewegung.
In seine Gießener Zeit fallen die ersten literarischen Veröffentlichungen, zumeist Gedichte. Nach Darmstadt zurückgekehrt setzte er sein Studium der Architektur fort.
Nach Abschluss seiner Ausbildung trat er 1827 eine zweijährige Bildungsreise nach Italien an. In Rom erhielt er einen Ruf als Lehrer für Architektur an das Städelsche Kunstinstitut in Frankfurt am Main. Hessemer erreichte jedoch, dass er zuvor seine Studienreise bis nach Ägypten ausdehnen durfte. Er kehrte mit hunderten von Zeichnungen arabischer Bau- und Kunstwerke zurück und trat im August 1830 seine neue Stelle in Frankfurt an. 1831 wurde er in die Freimaurerloge Zur Einigkeit in Frankfurt am Main aufgenommen.
Hessemer blieb bis zu seinem Tod am Städel; einen 1838 erhaltenen Ruf nach Dresden an die dortige Bauschule lehnte er ab. Er starb am 1. Dezember 1860 in Frankfurt. Sein Grab liegt auf dem Frankfurter Hauptfriedhof, nahe bei einem seiner bedeutendsten Werke, dem 1845–1847 entstandenen Mausoleum für die Gräfin Emilie von Reichenbach-Lessonitz.

## Schriften
- Vorlegeblätter für den ersten Unterricht im Zeichnen. Mainz 1835.
- Altitalienische und arabische Bauverzierungen. Berlin 1840 (2. Auflage 1853).
- Das Fahrtor. In: Archiv für Frankfurter Geschichte und Kunst, Band 1 (1839).
- Der Pfarrthurm in Bezug auf seinen ästhetischen Charakter und in Berücksichtigung seines weiteren Ausbaues. In: Archiv für Frankfurter Geschichte und Kunst, Band 3 (1844). (darin auch die Darstellung der erhaltenen mittelalterlichen Rißzeichnungen)
- Das Holzpförtchen. In: Archiv für Frankfurter Geschichte und Kunst, Band 3 (1844).
- Jussuf und Nafisse. 1847. (märchenhafte Verserzählung im orientalischen Stil)
- Lieder der unbekannten Gemeinde. F. A. Brockhaus, Leipzig 1854. (Gedichte: 1. Sammlung: Gott, Welt und Mensch, 2. Sammlung: Religion, Pflicht und Liebe, 3. Sammlung: Natur, Leben und Bewußtsein)
- Ring und Pfeil. 1859. (Versroman)
- Christa Staub (Bearb.): Friedrich Maximilian Hessemer. Briefe seiner Reise nach Italien, Malta und Ägypten 1827–1830. Hamburg 2002–2003. (unter Verwendung der Vorarbeiten von Maria Teresa Morreale; Band 1 Italien und Malta, Band 2 Ägypten und Italien)
- Christa Staub (Bearb.): Friedrich Maximilian Hessemer. Gedenkbuch seiner Reise nach Italien und Ägypten 1827–1830. (mit einem Beitrag von Jörg-Ulrich Fechner) Darmstadt 2007.